# Gârla Arămii
Râul Gârla Arămii este un curs de apă, afluent al râului Sacovăț. 